# Эстамира (барония)
Барония Эстамира (Estamira) — феодальное владение в составе Ахейского княжества.
Располагалась в равнинной части полуострова Пелопоннес с центром в разрушенной в 1467 году крепости, название которой в документах указывается как Estamira, Stamira, Estamirra, Stamirra, позже — Stamero или Stamiro, греч. Στάμηρον. Включала 22 рыцарских фьефа.
Образовалась в середине XIII века: была выделена из княжеского домена и передана Жоффруа Шодерону, великому коннетаблю Ахайи.
В 1278 году ему наследовал сын — Жан Шодерон. Из его детей известна только дочь — Бартоломея, она и получила баронию в 1294 году после смерти отца.
Через какое-то время Эстамира вернулась в состав княжеского домена. В 1314—1315 гг. её на короткое время захватил Фердинанд Майоркский.
Во второй половине XIV века, возможно — в 1370 году, князь Ахайи Филипп III передал баронию вместе с титулом великого коннетабля Чентурионе I Дзаккариа. Он и его потомки правили Эстамирой до её захвата деспотом Мореи в 1429 году.